# Bahnstrecke Distelrath–Schneidhausen
| Rurbrücke zwischen den Bahnhöfen Birkesdorf-Süd und Mariaweiler |                                     |                                              |                                              |
| Streckenlänge: | 12,5 km                             |                                              |                                              |
| Spurweite: | 1435 mm (Normalspur)                |                                              |                                              |
| Stromsystem: | Rölsdorf – Lendersdorf Ort: 600 V = |                                              |                                              |
| |                                     |                                              |                                              |
| \| \| \| vom Dürener Stadtnetz (Straßenbahn) \| \| \| \| 0,0 \| Distelrath ehem. PV, heute Bw der Rurtalbahn[1] \| Distelrath ehem. PV, heute Bw der Rurtalbahn[1] \| \| \| \| Strecke zum Übergabebahnhof und nach Düren \| \| \| \| \| Bördebahn Euskirchen – Düren \| \| \| \| \| Strecke nach Nörvenich \| \| \| \| \| Umgehungskurve Düren (Neuss – Euskirchen)[2] \| \| \| \| \| Bahnstrecke Köln–Aachen \| \| \| \| \| Arnoldsweilerweg \| \| \| \| \| Bahnstrecke Jülich–Düren \| \| \| \| \| Heerweg \| \| \| \| 3,8 \| Birkesdorf-Süd \| Birkesdorf-Süd \| \| \| \| Strecke Inden – Düren (meterspurig) \| \| \| \| \| Rur \| \| \| \| 5,0 \| Anst. Filztuchfabrik Th. J. Heimbach \| Anst. Filztuchfabrik Th. J. Heimbach \| \| \| 5,2 \| Mariaweiler \| Mariaweiler \| \| \| 6,4 \| Anst. Hoffsümmer \| Anst. Hoffsümmer \| \| \| \| Strecke von Aachen nach Köln \| \| \| \| \| Güterbf. Gürzenich (Übergang zur Staatsbahn) \| \| \| \| \| von Gürzenich (Straßenbahn) \| \| \| \| \| Breuers Häuschen \| \| \| \| \| Überleitung zw. Straßenbahn und Ringbahn[3] \| \| \| \| 6,9 \| Anst. Hannemann \| Anst. Hannemann \| \| \| \| Industriebf. Rölsdorf \| \| \| \| 7,0 \| \| \| \| \| \| Rölsdorf-Dreieck vom Dürener Stadtnetz \| \| \| \| \| \| \| \| \| 7,9 \| Rölsdorf \| Rölsdorf \| \| \| 9,4 \| Boisdorf \| Boisdorf \| \| \| \| Lendersdorf Hammerstr. \| \| \| \| \| Lendersdorf Gbf. \| \| \| \| 10,6 \| Lendersdorf Ort \| Lendersdorf Ort \| \| \| 12,5 \| Schneidhausen (Werkbf.) \| Schneidhausen (Werkbf.) \| \| \| \| \| \| \| Quellen: [4][5][6] \| \| \| \| |                                     |                                              |                                              |
| U-Bahn-Grenze mit Eisenbahn (Strecke außer Betrieb) |                                     | vom Dürener Stadtnetz (Straßenbahn)          | vom Dürener Stadtnetz (Straßenbahn)          |
| Betriebs-/Güterbahnhof Strecke bis hier außer Betrieb | 0,0                                 | Distelrath ehem. PV, heute Bw der Rurtalbahn | Distelrath ehem. PV, heute Bw der Rurtalbahn |
| Abzweig ehemals geradeaus und nach links |                                     | Strecke zum Übergabebahnhof und nach Düren   | Strecke zum Übergabebahnhof und nach Düren   |
| Kreuzung geradeaus unten (Strecke geradeaus außer Betrieb) |                                     | Bördebahn Euskirchen – Düren                 | Bördebahn Euskirchen – Düren                 |
| Abzweig geradeaus und nach rechts (Strecke außer Betrieb) |                                     | Strecke nach Nörvenich                       | Strecke nach Nörvenich                       |
| Kreuzung geradeaus oben (Strecken außer Betrieb) |                                     | Umgehungskurve Düren (Neuss – Euskirchen)    | Umgehungskurve Düren (Neuss – Euskirchen)    |
| Kreuzung geradeaus oben (Strecke geradeaus außer Betrieb) |                                     | Bahnstrecke Köln–Aachen                      | Bahnstrecke Köln–Aachen                      |
| Brücke (Strecke außer Betrieb) |                                     | Arnoldsweilerweg                             | Arnoldsweilerweg                             |
| Kreuzung geradeaus oben (Strecke geradeaus außer Betrieb) |                                     | Bahnstrecke Jülich–Düren                     | Bahnstrecke Jülich–Düren                     |
| Strecke mit Straßenbrücke (Strecke außer Betrieb) |                                     | Heerweg                                      | Heerweg                                      |
| Bahnhof (Strecke außer Betrieb) | 3,8                                 | Birkesdorf-Süd                               | Birkesdorf-Süd                               |
| Kreuzung (Strecken außer Betrieb) |                                     | Strecke Inden – Düren (meterspurig)          | Strecke Inden – Düren (meterspurig)          |
| Brücke über Wasserlauf (Strecke außer Betrieb) |                                     | Rur                                          | Rur                                          |
| Blockstelle (Strecke außer Betrieb) | 5,0                                 | Anst. Filztuchfabrik Th. J. Heimbach         | Anst. Filztuchfabrik Th. J. Heimbach         |
| Bahnhof (Strecke außer Betrieb) | 5,2                                 | Mariaweiler                                  | Mariaweiler                                  |
| Blockstelle (Strecke außer Betrieb) | 6,4                                 | Anst. Hoffsümmer                             | Anst. Hoffsümmer                             |
| Abzweig ehemals geradeaus und nach links · Kreuzung geradeaus unten (Strecke geradeaus außer Betrieb) |                                     | Strecke von Aachen nach Köln                 | Strecke von Aachen nach Köln                 |
| Dienststation / Betriebs- oder Güterbahnhof (Strecke außer Betrieb) · Strecke (außer Betrieb) |                                     | Güterbf. Gürzenich (Übergang zur Staatsbahn) | Güterbf. Gürzenich (Übergang zur Staatsbahn) |
| Abzweig mit U-Bahn geradeaus und von rechts (Strecke außer Betrieb) · Strecke (außer Betrieb) |                                     | von Gürzenich (Straßenbahn)                  | von Gürzenich (Straßenbahn)                  |
| Haltepunkt / Haltestelle (Strecke außer Betrieb) · Strecke (außer Betrieb) |                                     | Breuers Häuschen                             | Breuers Häuschen                             |
| Abzweig geradeaus und nach links (Strecke außer Betrieb) · Abzweig geradeaus und von rechts (Strecke außer Betrieb) |                                     | Überleitung zw. Straßenbahn und Ringbahn     | Überleitung zw. Straßenbahn und Ringbahn     |
| U-Bahn-Strecke (außer Betrieb) · Blockstelle (Strecke außer Betrieb) | 6,9                                 | Anst. Hannemann                              | Anst. Hannemann                              |
| U-Bahn-Strecke (außer Betrieb) · Strecke (außer Betrieb) · Betriebs-/Güterbahnhof Streckenanfang (Strecke außer Betrieb) |                                     | Industriebf. Rölsdorf                        | Industriebf. Rölsdorf                        |
| U-Bahn-Strecke (außer Betrieb) · Abzweig geradeaus und von links (Strecke außer Betrieb) · Strecke nach rechts (außer Betrieb) | 7,0                                 |                                              |                                              |
| U-Bahn-Abzweig geradeaus, nach links und von links (Strecke außer Betrieb) · Kreuzung mit U-Bahn (Strecken außer Betrieb) · U-Bahn-Haltepunkt / Haltestelle quer (Strecke außer Betrieb) |                                     | Rölsdorf-Dreieck vom Dürener Stadtnetz       | Rölsdorf-Dreieck vom Dürener Stadtnetz       |
| U-Bahn-Strecke nach links (außer Betrieb) · Abzweig mit U-Bahn geradeaus und von rechts (Strecke außer Betrieb) |                                     |                                              |                                              |
| Dienststation / Betriebs- oder Güterbahnhof (Strecke außer Betrieb) | 7,9                                 | Rölsdorf                                     | Rölsdorf                                     |
| Bahnhof (Strecke außer Betrieb) | 9,4                                 | Boisdorf                                     | Boisdorf                                     |
| Haltepunkt / Haltestelle (Strecke außer Betrieb) |                                     | Lendersdorf Hammerstr.                       | Lendersdorf Hammerstr.                       |
| Dienststation / Betriebs- oder Güterbahnhof (Strecke außer Betrieb) |                                     | Lendersdorf Gbf.                             | Lendersdorf Gbf.                             |
| Bahnhof (Strecke außer Betrieb) | 10,6                                | Lendersdorf Ort                              | Lendersdorf Ort                              |
| Betriebs-/Güterbahnhof Streckenende (Strecke außer Betrieb) | 12,5                                | Schneidhausen (Werkbf.)                      | Schneidhausen (Werkbf.)                      |
| |                                     |                                              |                                              |
| Quellen: |                                     |                                              |                                              |

Die Bahnstrecke Distelrath–Schneidhausen war eine normalspurige Kleinbahnstrecke der Dürener Kreisbahn (DKB). Sie führte von Distelrath in einem Bogen über Birkesdorf nördlich um die Stadt Düren herum und wurde daher auch als Ringbahn, Umgehungsbahn oder Güterring bezeichnet.
Die Strecke diente vornehmlich dem Güterverkehr zu den Industriebetrieben im Norden der Stadt Düren sowie in Mariaweiler, Rölsdorf, Lendersdorf und Schneidhausen. Auf dem Streckenabschnitt zwischen Distelrath und Mariaweiler wurde zeitweise auch Personenverkehr durchgeführt.
Der Streckenabschnitt Rölsdorf – Lendersdorf Ort wurde bis 1954 von der Straßenbahn der DKB mitbenutzt und war daher mit 600 Volt Gleichspannung elektrifiziert.

## Geschichte

### Eröffnung
- 6. Oktober 1908: Rölsdorf – Lendersdorf (Personenverkehr, Straßenbahn)
- 20. Juli 1912: Gesamtstrecke (Güterverkehr)
- 1951: Distelrath – Birkesdorf-Süd – Mariaweiler (Personenverkehr)[7]

### Stilllegung
- 1944: Lendersdorf – Schneidhausen
- 30. April 1954: Rölsdorf – Lendersdorf (Personenverkehr, Straßenbahn)
- nach 1958: Distelrath – Birkesdorf-Süd – Mariaweiler (Personenverkehr)
- 28. Februar 1970: Distelrath – Lendersdorf (Gesamtstrecke)

### Erste Planungen
Bereits in der zweiten Hälfte des 19. Jahrhunderts war die im Dürener Raum ansässige Industrie – vor allem Papier- und Tuchindustrie – ein wesentlicher Treiber zur Errichtung von günstigen Verkehrsverbindungen. Bereits seit 1841 hatte die Kreisstadt Düren mit ihrem Bahnhof an der Bahnstrecke von Köln nach Aachen einen wichtigen Verkehrsanschluss. Von diesem konnten die Industriebetriebe im weiter entfernten Stadtgebiet und im Umland zunächst nicht in zufriedenstellendem Umfang profitieren. So gab es beispielsweise in den südlich von Düren gelegenen Gemeinden Rölsdorf und Niederau Papiermühlen, daneben in Lendersdorf ein Walzwerk und schließlich eine Eisenschneidmühle in Schneidhausen. Diese Orte wurden – wie auch das nördlich von Düren gelegene Birkesdorf – von den von Düren ausgehenden Eisenbahnstrecken nicht oder nur teilweise erschlossen.
Einen ersten Meilenstein konnte die 1888 gegründete Dürener Dampfstraßenbahn A.G. (DDAG) mit ihrer 1893 in Betrieb genommenen Strecke vom Bahnhof Düren nach Birkesdorf erreichen. Die Bahn stellte mit einer Spurweite von 1000 Millimetern einen Anschluss der Industriebetriebe im Norden der Stadt und in Birkesdorf an die Staatsbahn her.
Mit der verkehrlichen Erschließung des restlichen Kreises befasste sich bereits am 13. März 1895 der Dürener Kreistag. Geschehen ist jedoch längere Zeit nichts. Im November 1904 wurden vom Minister der öffentlichen Arbeiten die folgenden projektierten Kleinbahnstrecken freigegeben:
- Zülpich – Nörvenich – Düren: Dampfbetrieb (Personen- und Güterverkehr)
- Distelrath – Düren – Rölsdorf – Schlich – Weisweiler: Elektrischer Betrieb (Personenverkehr, Distelrath – Schlich auch Güterverkehr)
- Düren Staatsbahnhof – Lendersdorf Staatsbahnhof: Elektrischer Betrieb (Personenverkehr)

Der Kreistag beauftragte daraufhin am 21. Dezember 1904 die Westdeutsche Eisenbahn-Gesellschaft (WEG) mit der weiteren Projektierung der Strecken. Damit war der Bau der Dürener Kreisbahn endlich ins Rollen gekommen.

### Geplante Streckenführung der Ringbahn

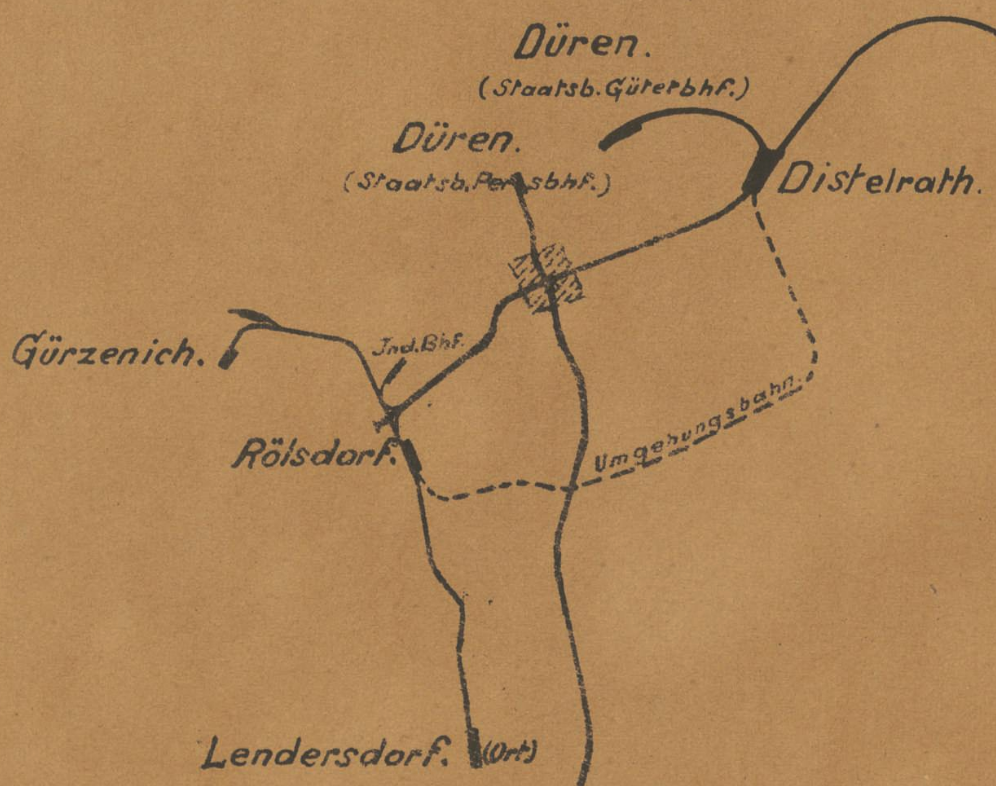
Übersichtsblatt mit der geplanten Umgehungsbahn Dezember 1906

In einer Sitzung am 9. März 1905 befasste sich eine Kommission der Kreisbahn mit der Planung einer Ringbahn Düren – Lendersdorf – Düren. Diese wäre als eine Verlängerung der bereits erwähnten Strecke Düren Staatsbahnhof – Lendersdorf Staatsbahnhof über Lendersdort, Ort – Boisdorf – Rölsdorf wieder nach Düren Staatsbahnhof mit einer Zweigstrecke nach Gürzenich ausgeführt worden. Diese Ringbahn hätte zweimal die Rur gequert, am Niederauer Wehr und im Zuge der Aachener Straße, und wäre zwischen Lendersdorf Staatsbahnhof und Rölsdorf als reine Güterzugstrecke ausgeführt worden. Übergabebahnhof zur Staatsbahn wäre die Station Lendersdorf Staatsbahnhof gewesen.
Im Vertrag zwischen dem Kreis Düren und der WEG vom 30. April 1906 sollte die Güterumgehungsbahn südlich um Düren herum bereits im Bahnhof Distelrath beginnen, die Binsfelder Straße, Zülpicher Straße und Nideggener Straße berühren und oberhalb der Neumühle die Rur queren. In Distelrath war ohnehin der Übergabebahnhof zur Staatsbahn für die Strecke nach Nörvenich – Zülpich geplant. Für den Güterverkehr war neben dem Dampfbetrieb Distelrath – Lendersdorf – Rölsdorf außerdem elektrischer Betrieb Lendersdorf – Rölsdorf – Gürzenich vorgesehen. Der Kostenvoranschlag für die Umgehungsbahn lag bei 350.000 Mark.
Für die Umgehungsbahn war südlich von Düren eine Rurbrücke geplant. Dabei sollte auch die Rurtalstrecke nach Heimbach niveaufrei überquert werden. Der Verlauf der Rur sollte im Bereich der Rurbrücke begradigt werden.

### Der erste Baubeginn

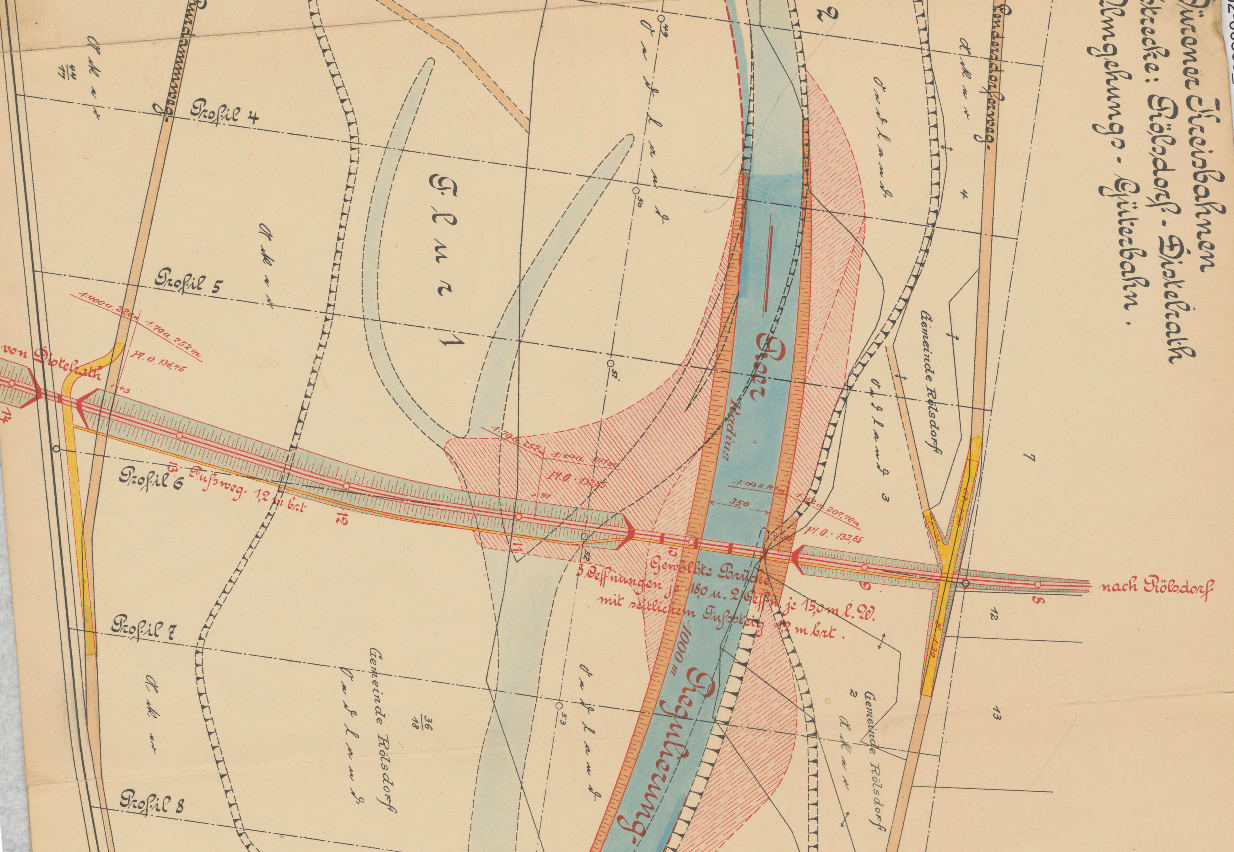
Planskizze der Rurbrücke für die südliche Güterumgehungsbahn und der geplanten Rur-Regulierung

Bereits 1906 wurde mit dem Bau der Kreisbahnstrecken begonnen, obwohl die Genehmigung des Aachener Regierungspräsidenten zum Bau der Kreisbahn erst am 8. Januar 1908 erteilt wurde. Da aber die landespolizeilichen Gutachten für die vom Bau betroffenen Gemeinden bereits Ende November 1906 vorlagen, erfolgte Mitte Dezember der erste Spatenstich für einen Einschnitt bei Merzenich. Ende April 1907 war die Strecke von Rölsdorf nach Lendersdorf bereits baureif, hingegen mussten bei anderen Strecken noch Enteignungsverfahren abgewartet werden. Im September 1907 begannen zudem die Arbeiten für die Umgehungsbahn; diese wurden aber im Oktober des gleichen Jahres wieder unterbrochen. Grund war ein Streit bezüglich der neuen Brücke über die Rur. Obwohl am linken Rurufer auf der Lendersdorfer Seite bereits das Fundament für den ersten Brückenpfeiler ausbetoniert war und für die übrigen Pfeiler die Ausschachtungen fertiggestellt waren, waren sich Stadt und WEG über den Standort der Rurbrücke nicht einig. Die Dürener Stadtverwaltung schlug eine andere Bauausführung vor, als in den bereits teilweise umgesetzten Plänen der WEG. Der eigentliche Streitpunkt war der Verlauf der Rur selbst. Die Dürener Stadtverwaltung wünschte eine Begradigung des Flussbettes, wohingegen die WEG den bisherigen Verlauf beibehalten wollte. Da sich beide Seiten offenbar nicht über den Sachverhalt einigen konnten, wurden die Arbeiten an der Umgehungsbahn am 21. Dezember 1907 endgültig eingestellt.
Trotz der Schwierigkeiten beim Bau der Umgehungsbahn ging die Bautätigkeit auf den übrigen Strecken weiter voran. Zwischen Rölsdorf und Lendersdorf lagen 1907 bereits die Gleise. Nach Fertigstellung der innerstädtischen Straßenbahnstrecken führte am 3. September 1908 die erste Probefahrt mit einem Straßenbahnwagen von Distelrath durch die Stadt über Rölsdorf nach Lendersdorf, womit erstmals ein Streckenabschnitt der späteren Ringbahn von einem Schienenfahrzeug befahren wurde. Nach weiteren erfolgreichen Probefahrten, unter anderem am 18. September nach Gürzenich, erfolgte am 6. Oktober 1908 die offizielle Eröffnung der Dürener Straßenbahn. Damit konnte die Bauabteilung der WEG für Düren am 10. Oktober 1908 aufgelöst werden. Allein die Umgehungsbahn und damit der für die Industrie so wichtige Anschluss an den Güterverkehr fehlte immer noch.

### Der zweite Baubeginn
Das Projekt der südlichen Umgehungsbahn wurde nach 1907 nicht mehr weiterverfolgt, zumal von Seiten der Stadtverwaltung Düren befürchtet wurde, diese Strecke hemme die weitere bauliche Entwicklung der Stadt. Daher wurde mit der WEG verhandelt, die Umgehungsbahn stattdessen nördlich um die Stadt herumzuführen. Die Strecke sollte zwischen Rölsdorf und Gürzenich sowie zwischen Distelrath und Merzenich in die bereits fertiggestellten Kreisbahnstrecken einmünden. Zwar waren für diese Variante mehr Kunstbauten erforderlich, beispielsweise die Überführungen über die Bahnstrecken Düren – Köln, Düren – Neuss und Jülich – Düren östlich des Dürener Bahnhofs, jedoch konnte eine größere Anzahl industrieller Werke und bedeutender Ortschaften angeschlossen werden. Bahnhöfe waren auf dieser nördlichen Trasse in Birkesdorf und Mariaweiler vorgesehen. Am 5. Januar 1910 wurde schließlich die Konzession für den Güterverkehr auf der Gesamtstrecke erteilt, zwischen Birkesdorf und Rölsdorf wurde außerdem elektrisch betriebener Personenverkehr genehmigt.
Leider zog sich das Enteignungsverfahren in die Länge und konnte erst Ende August 1911 abgeschlossen werden, was wiederum die Bauausführung auf der gesamten Strecke mit ihren zahlreichen Unter- und Überführungen verzögerte. Die Inbetriebnahme der Strecke erfolgte schließlich am 20. Juli 1912.

### Geplante Straßenbahn Lendersdorf – Winden
Kurz nach der Eröffnung der Straßenbahnstrecken nach Lendersdorf Ort und Friedenau (bei Kreuzau) wurde der Bau einer Straßenbahn nach Winden zur Diskussion gestellt. Hierfür wurden zwei Varianten erörtert: Zum einen die Verlängerung der Straßenbahn von Kreuzau nach Winden, wobei die Rur hätte überquert werden müssen. Zum anderen die Verlängerung der Ringbahn über Schneidhausen hinaus links der Rur nach Winden. In diesem Fall wäre die Straßenbahn von Lendersdorf aus nach Winden weitergeführt worden. Zwischenzeitlich wurde von Seiten der Politik gefordert, beide Strecken nach Winden zu bauen. In der Kreistagssitzung vom 4. April 1912 wurde beschlossen, das Projekt nicht weiter zu verfolgen.

### Zweiter Weltkrieg und Wiederaufbau

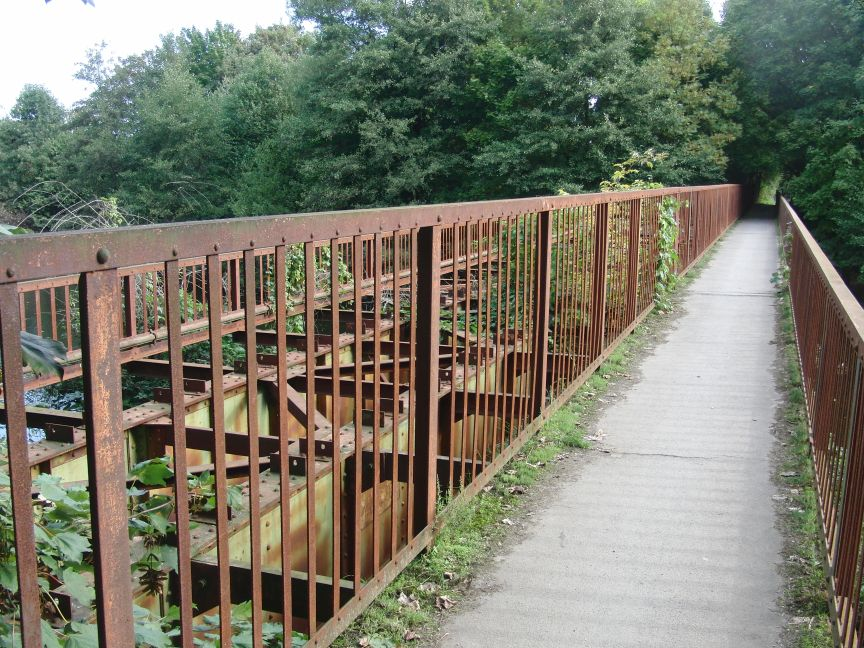
Die im Jahr 1951 errichtete Rurbrücke wird noch im Jahr 2013 als Fuß- und Radweg genutzt

Da die Rurbrücke der Ringbahn 1944 aufgrund der Kriegseinwirkungen zerstört wurde, war die Strecke zwischen Mariaweiler und Birkesdorf-Süd außer Betrieb. Von 1945 bis zur Einweihung der neuen Rurbrücke am 9. Oktober 1951 konnte der westliche Teil der Ringbahn nicht von Distelrath aus bedient werden. Hierzu wurde eine Gleisverbindung zwischen der Strecke Köln – Aachen der Deutschen Reichsbahn und dem DKB-Güterbahnhof Gürzenich hergestellt. Damit konnten die Güterzüge über die bereits wieder aufgebaute Rurbrücke der Reichsbahn den Bahnhof Düren erreichen. Über diese Gleisverbindung wurden ebenso Straßenbahnwagen der DKB von den Strecken Rölsdorf – Lendersdorf beziehungsweise Gürzenich bei Bedarf zur Hauptwerkstatt in Distelrath geschleppt, da die Straßenbahnverbindung durch die Dürener Innenstadt aufgrund der starken Kriegszerstörung erst 1952 wieder zur Verfügung stand. Die Strecke zwischen Lendersdorf Ort und Schneidhausen wurde nach dem Zweiten Weltkrieg nicht wieder in Betrieb genommen.
Mit der Inbetriebnahme der neuen Rurbrücke 1951 wurde gleichzeitig der Personenverkehr zwischen Distelrath und Mariaweiler aufgenommen, welcher auf die Schichtzeiten der Industriebetriebe ausgerichtet war. Die Fahrten wurden mit einem Wismar-Schienenbus durchgeführt und bereits 1955 wieder eingestellt. Allerdings sind im Sommerfahrplan 1958 noch fünf Zugpaare Distelrath – Birkesdorf-Süd und zwei Zugpaare Distelrath – Mariaweiler verzeichnet. Fast alle Züge tragen jedoch den Hinweis „nur auf besondere Anweisung“.

### Geplante Straßenbahn Düren – Mariaweiler
Im Zuge der Diskussionen um die Verlängerung der Schienenstrecke der Dürener Eisenbahn (DEAG) vom Bahnhof Düren zum Kaiserplatz 1950 forderte die Dürener Kreisbahn von der DEAG die Erlaubnis, auf eigene Kosten eine dritte Schiene in die DEAG-Strecke zwischen Düren und der Kreuzung mit der Ringbahn bei Birkesdorf-Süd zu verlegen. Geplant war in diesem Zusammenhang eine Verknüpfung mit der Ringbahn, so dass eine direkte Straßenbahnverbindung von Mariaweiler über Birkesdorf nach Düren Stadtmitte entstanden wäre. Aufgrund von Unstimmigkeiten zwischen der Stadt Düren, der DKB und der DEAG wurden diese Planungen nicht umgesetzt.

### Niedergang und Betriebseinstellung
Bereits am 30. April 1954 wurde der Straßenbahnverkehr zwischen Rölsdorf Dreieck und Lendersdorf Ort sowie zwischen Rölsdorf Dreieck und Gürzenich wegen des schlechten Gleiszustandes eingestellt. Nachfolgend wurde die Oberleitung abgebaut und teilweise zur Elektrifizierung der Neffeltalstrecke Nörvenich – Zülpich wiederverwendet. Damit verblieb auf dem westlichen Teil der Ringbahn ausschließlich noch der Güterverkehr, welcher mit der zunehmenden Konkurrenz des Lastkraftwagens zu kämpfen hatte.
Die DKB versuchte bereits 1962, durch Aufgabe des Güterverkehrs zwischen Nörvenich und Zülpich den wirtschaftlichen Fehlbetrag zu verringern. Bereits am 10. Mai 1965 wurde beim Ministerium für die Bahnstrecke Distelrath – Nörvenich und die Ringbahn Distelrath – Lendersdorf der Antrag auf Entbindung von der Betriebspflicht gestellt. Nachdem der Güterverkehr nach Nörvenich am 30. Juni 1968 eingestellt wurde, war die Ringbahn – abgesehen von der Verbindungsstrecke zum Dürener Bahnhof – die letzte noch betriebene Schienenstrecke der DKB. Hier wehrten sich die betroffenen Firmen zunächst gegen eine Stilllegung. Nach langwierigen Verhandlungen einigten sich die Beteiligten darauf, dass die DKB eine Entschädigung zur Umstellung der Transporte auf Lkw leisten soll. Damit konnte auch die Ringbahn schließlich am 28. Februar 1970 stillgelegt werden.

## Streckenbeschreibung

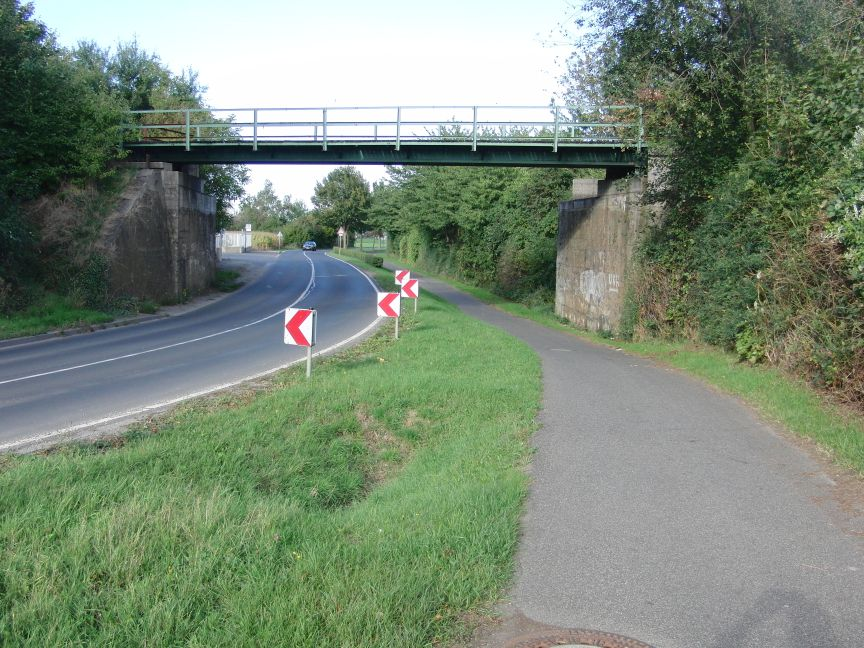
Unterfahrung der Bördebahn

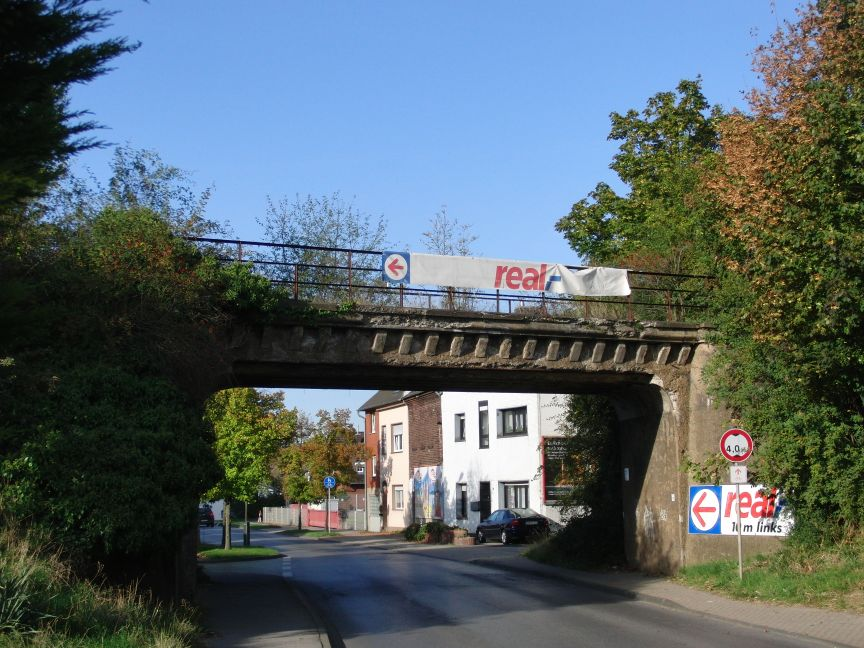
Brücke über den Arnoldsweilerweg

Die Ringbahn hatte ihren Ausgangspunkt im Bahnhof Distelrath, dem betrieblichen Mittelpunkt der DKB. Sie führte zunächst in nordöstlicher Richtung und unterquerte gemeinsam mit der Strecke nach Nörvenich und der Merzenicher Straße die Strecke Düren – Euskirchen. Kurz nach der Unterführung trennte sich die Ringbahn von der Strecke nach Nörvenich und führte in einem weiten Bogen schließlich in Richtung Westen, etwa parallel zum Heerweg. Hier wurden die Bahnstrecken nach Köln, Neuss und Jülich sowie der Arnoldsweilerweg überquert. Dieses Stück sowie die Trasse im weiteren Verlauf in Richtung der Rur wurde für die nördliche Dürener Umgehungsstraße B 264n freigehalten. Nach Überquerung der Rur schwenkte die Trasse in südöstlicher beziehungsweise südlicher Richtung nach Rölsdorf. Vom Breuer’s Häuschen bis zum Bahnhof Rölsdorf verlief das Gleis der Ringbahn parallel zum Gleis der Straßenbahn von Rölsdorf nach Gürzenich. Der Betrieb war zwischen Straßen- und Eisenbahn zwar getrennt, es gab aber am Breuer’s Häuschen ein Verbindungsgleis zum Güterbahnhof Gürzenich. Im weiteren Verlauf von Rölsdorf nach Lendersdorf und Schneidhausen führte die Strecke etwa parallel zur Rur.

### Bahnhof Distelrath
Der Bahnhof Distelrath am Ausgangspunkt (km 0,0) der Strecke seit der Inbetriebnahme der betriebliche Mittelpunkt der DKB. Hier befanden sich neben der Verwaltung die Betriebs- und Hauptwerkstätten der Straßen- und Eisenbahnfahrzeuge und später der Busse. Die Ringbahn hatte wie die Strecken vom Dürener Bahnhof und von Nörvenich ein Einfahrsignal. Am Bahnhof Distelrath war auch der Übergang in das Stadtnetz der DKB. Die von der Straßenbahn benutzten Gleise des Bahnhofs waren mit 600 Volt Gleichspannung elektrifiziert. Das Bahnhofsgebäude und das daran angebaute Stellwerk befanden sich auf einem großen Mittelbahnsteig. Für den Personenverkehr gab es zwei Gleise mit Fahrleitung für die Straßenbahn auf der Westseite des Mittelbahnsteigs und ein Gleis ohne Fahrleitung auf der Ostseite desselben. Von hier fuhren die Dampfzüge in Richtung Nörvenich und Zülpich, später die Triebwagen nach Birkesdorf-Süd und Mariaweiler. Daneben hatte der Bahnhof umfangreiche Gleisanlagen für den Güterverkehr sowie zahlreiche Anschlussgleise.

### Bahnhof Birkesdorf-Süd

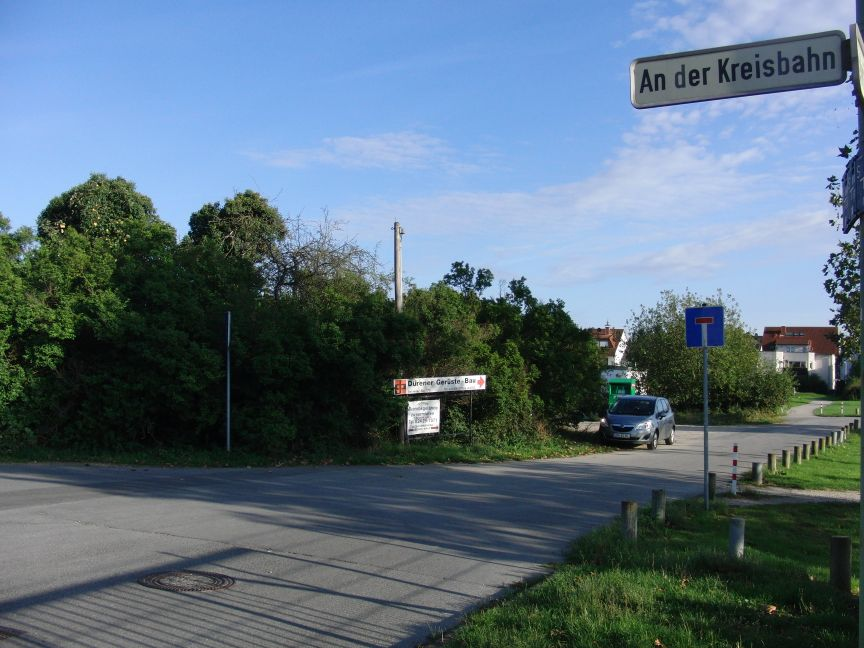
Gelände des ehemaligen Bahnhofs Birkesdorf-Süd im Jahr 2013

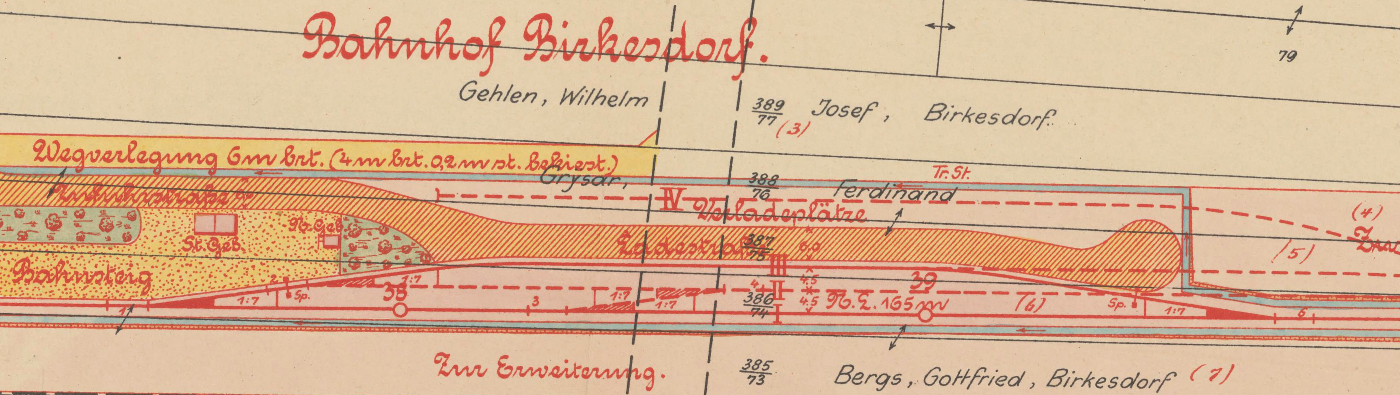
Plan des Bahnhofs Birkesdorf-Süd

Der Bahnhof Birkesdorf (Ringbahn), später mit Birkesdorf-Süd bezeichnet, befand sich bei Streckenkilometer 3,8 und lag etwa parallel zur heutigen Straße An der Kreisbahn, vormals Südstraße am südlichen Ortsrand von Birkesdorf. Er hatte ein von beiden Seiten angeschlossenes Ladegleis, und es gab ein kleines Dienst- und ein Toilettengebäude. Der Bahnhof diente in erster Linie dem Güterverkehr und – bis zum Ersten Weltkrieg – dem Anschluss der Papierfabrik H.M. Schoeller. Von 1951 bis 1955 fuhren im Berufsverkehr auch Personenzüge nach Mariaweiler und Distelrath.
Ein Stück westlich des Bahnhofs Birkesdorf-Süd kreuzte die Ringbahn die meterspurige Strecke Düren – Inden der DEAG. Eine Gleisverbindung oder eine Umladestelle gab es hier nicht.

### Bahnhof Mariaweiler

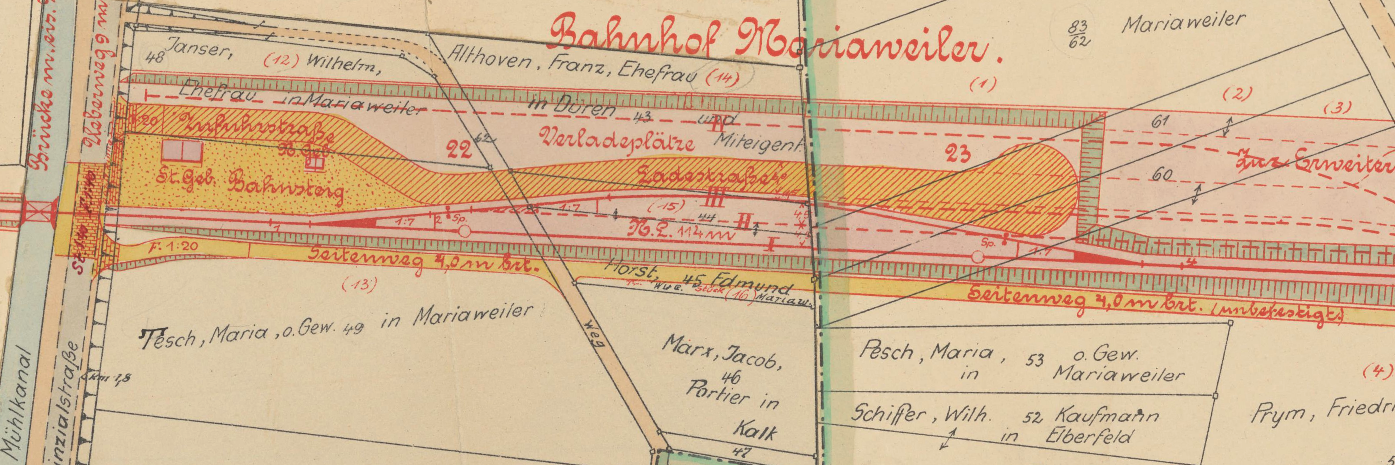
Plan des Bahnhofs Mariaweiler

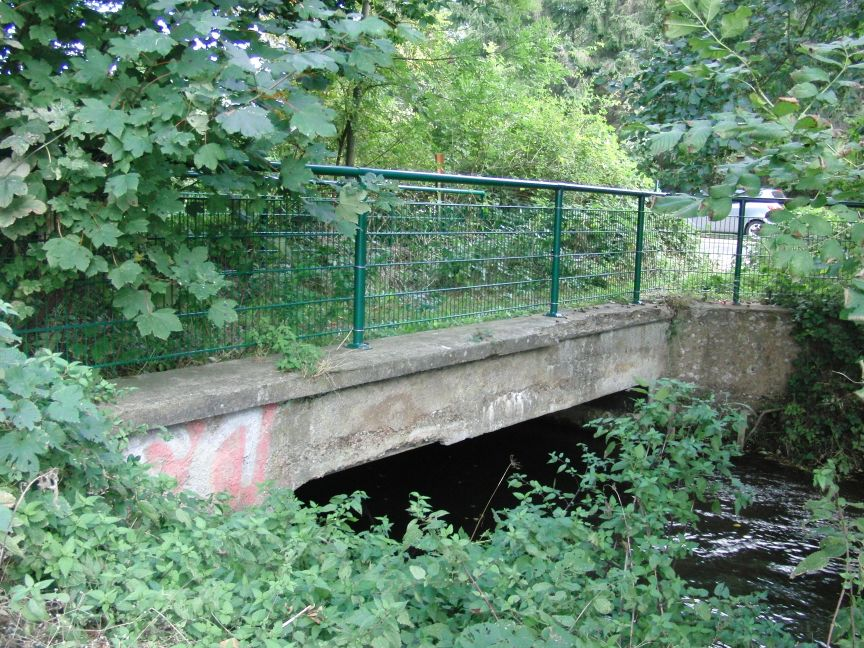
Brücke über den Mühlenteich westlich des Bahnhofs Mariaweiler im Jahr 2013

Der Bahnhof Mariaweiler am Streckenkilometer 5,18 lag an der heutigen Straße An Gut Nazareth, vormals Dürener Straße etwas außerhalb des Ortes in südöstlicher Richtung. Die Anlagen ähnelten denen des Bahnhofs Birkesdorf-Süd. Es gab ein von beiden Seiten angeschlossenes Ladegleis sowie ein kleines Dienstgebäude. Der Bahnhof diente in erster Linie dem Güterverkehr und dem Anschluss der Filztuchfabrik Thomas Josef Heimbach. Von 1951 bis 1955 fuhren im Berufsverkehr auch Personenzüge nach Birkesdorf-Süd und Distelrath.
Nach Überquerung des Gürzenicher Mühlenteichs schwenkte die Ringbahn in einem großen Bogen in Richtung Südsüdost und durchquerte das heutige Gewerbegebiet Nickepütz. Die Trasse verlief in Lage der heutigen Bahnstraße an Gürzenich vorbei in Richtung Rölsdorf.

### Güterbahnhof Gürzenich

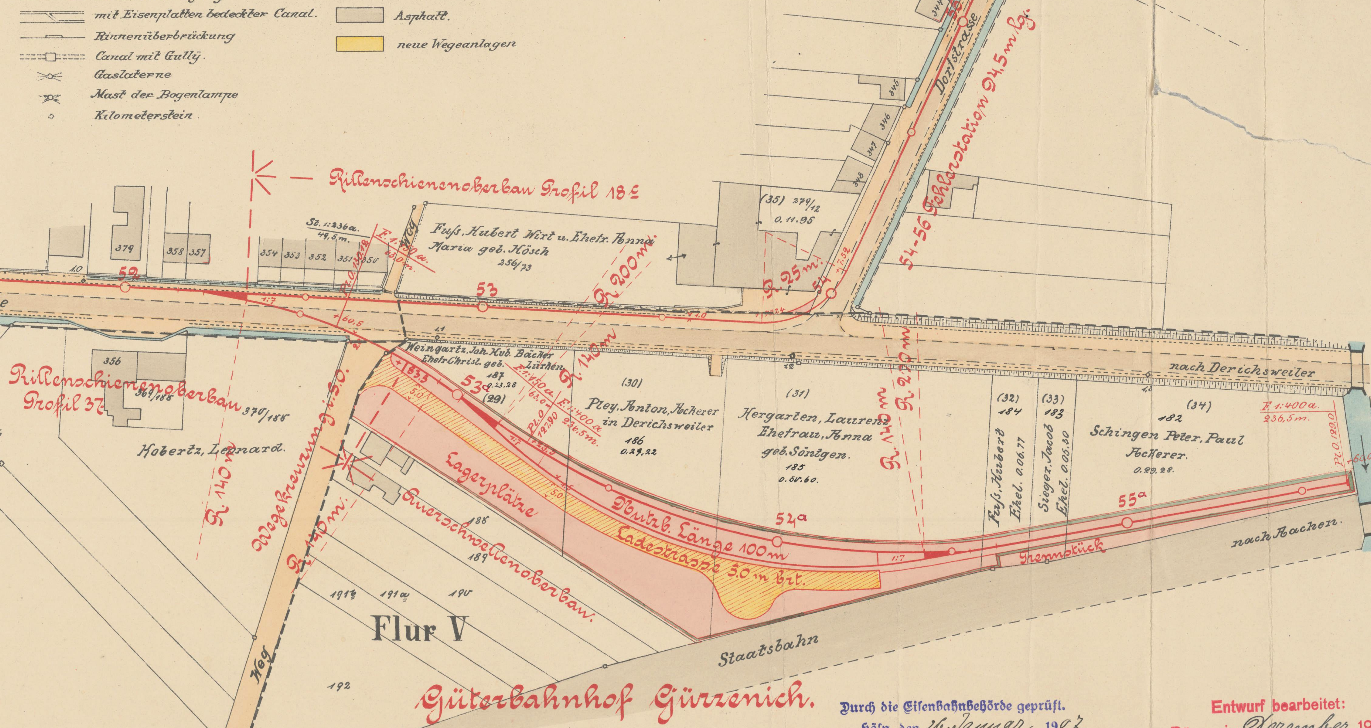
Plan des Güterbahnhofs Gürzenich

Die Stichstrecke zum Güterbahnhof Gürzenich zweigte etwa an der heutigen Straße Papiermühle (vormals Mühlenweg) von der Straßenbahnstrecke nach Gürzenich ab. Der Bahnhof hatte ein Lade- und Umsetzgleis, und es gab einen Anschluss an die Bahnstrecke Düren – Aachen. Über diese Gleisverbindung wurde von 1944 bis zur Wiederherstellung der Rurbrücke der Ringbahn der gesamte Güterverkehr in Richtung Rölsdorf und Lendersdorf abgewickelt. Auch wurden in Rölsdorf stationierte Straßenbahnwagen von und zur Hauptwerkstatt nach Distelrath geschleppt.

### Industriebahnhof Rölsdorf
Bei Streckenkilometer 7,0 befand sich der Abzweig zum Industriebahnhof Rölsdorf. Dieser diente bis 1970 dem Anschluss der Firma Zimmermann & Janssen und bis nach dem Zweiten Weltkrieg dem Anschluss der Eisengießerei Petry-Dereux. Der Industriebahnhof hatte ein Umsetzgleis und wurde vom Bahnhof Rölsdorf aus bedient.

### Bahnhof Rölsdorf
Nach der Kreuzung mit der Straßenbahnstrecke nach Düren erreichte die Ringbahn am Streckenkilometer 7,9 den nach Distelrath größten Bahnhof der Strecke, den Bahnhof Rölsdorf. Hier befanden sich ein Rangier-, ein Ladegleis und mehrere Anschlussgleise sowie ein kleiner Güterschuppen, der noch bis in die 90er Jahre stand. Die Straßenbahn hatte im Bereich des Bahnhofs eine kleine Wagenhalle, da von hier die Frühwagen nach Lendersdorf und Gürzenich eingesetzt wurden. Die weitere Strecke von Rölsdorf in Richtung Süden wurde bis Lendersdorf Ort gemeinsam mit der Straßenbahn benutzt.

### Bahnhof Boisdorf
Der Bahnhof Boisdorf am Streckenkilometer 9,4 war planmäßiger Halt der Straßenbahn. Er hatte ein einseitig angeschlossenes Ladegleis zur Bedienung des Guts Boisdorf und bis 1963 für die Papierfabrik Kayser. Das Umsetzen von Lokomotiven war hier nicht möglich.

### Güterbahnhof Lendersdorf

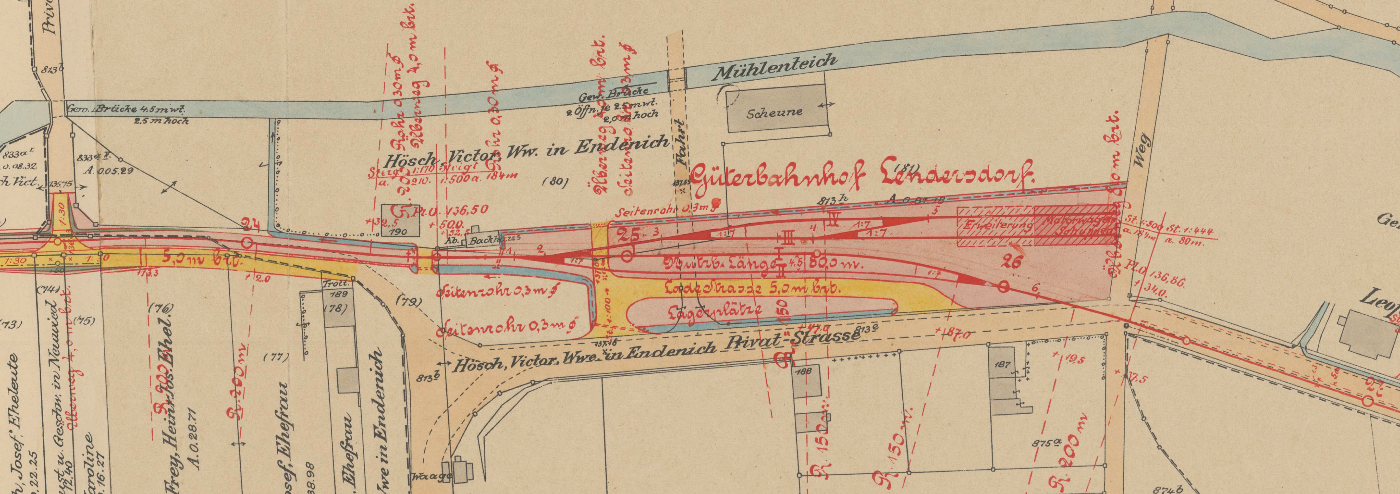
Plan des Güterbahnhofs Lendersdorf

Der Güterbahnhof Lendersdorf war dem Personenbahnhof Lendersdorf Ort vorgelagert. Er hatte ein beidseitig angeschlossenes Ladegleis. Kurz vor dem Güterbahnhof befand sich die Haltestelle Lendersdorf Hammerstraße der Straßenbahn.

Als Erweiterung war ursprünglich auch ein Schuppen für die Motorwagen der Straßenbahn vorgesehen.

### Bahnhof Lendersdorf Ort

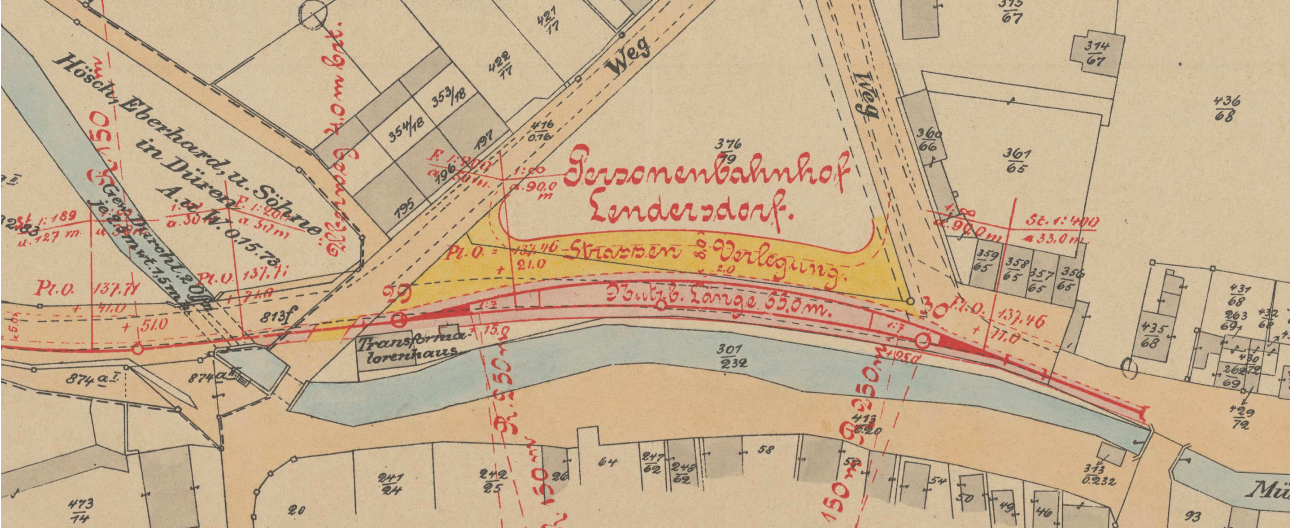
Plan des Bahnhofs Lendersdorf Ort

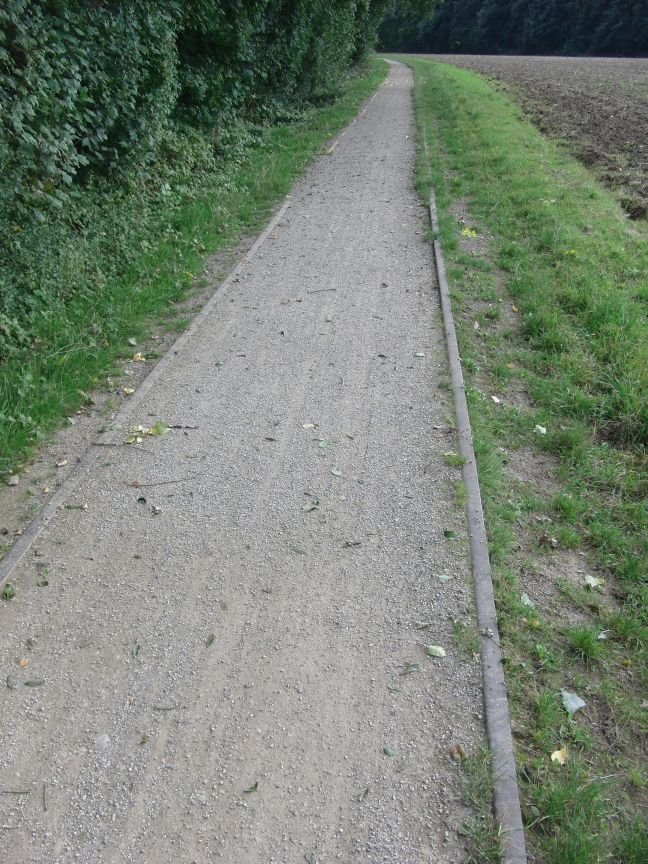
Als Fuß- und Fahrradweg genutzter Gleisrest der Ringbahn zwischen Lendersdorf und Schneidhausen im Jahr 2013

Der Bahnhof Lendersdorf Ort am Streckenkilometer 10,6 war Endhaltestelle der Straßenbahn und hatte zu diesem Zweck ein Umsetzgleis für den Personenverkehr. Hier war zunächst auch das Streckenende vorgesehen.
Später gab es weiter südlich noch ein Umsetzgleis für den Güterverkehr. Daneben hatte das Hüttenwerk und Gießerei Eberhard Hoesch ein eigenes Ladegleis, welches noch bis 1970 fallweise bedient wurde.
Vor der Strecke zwischen Lendersdorf Ort und Schneidhausen sind noch Gleisreste erhalten. Auf diesem Streckenabschnitt parallel zur Rur befindet sich heute ein Fuß- und Radweg.

### Werkbahnhof Schneidhausen
Der Werkbahnhof Schneidhausen befand sich am Streckenende am Kilometer 12,5. Er diente dem Anschluss des Walzwerks Eberhard Hoesch und hatte neben zwei Ladegleisen ein Umsetzgleis. Nach 1944 wurde der Bahnhof nicht mehr bedient.